# 艾蘭格羅夫 (佛羅里達州)
艾蘭格羅夫（英語：Island Grove）是位於美國佛羅里達州阿拉楚阿縣的一個非建制地區。該地的面積和人口皆未知。

## 地理
艾蘭格羅夫的座標為29°17′13″N 82°06′23″W / 29.28694°N 82.10639°W，而該地的平均海拔高度為23米（即75英尺）。